# نواه سونكو ساندبيرغ
نواه سونكو ساندبيرغ (بالسويدية: Noah Sonko Sundberg) (6 يونيو 1996 السويد - ) هو لاعب كرة قدم سويدي، يلعب كمدافع، شارك في كرة القدم في الألعاب الأولمبية الصيفية 2016.

## روابط خارجية
- نواه سونكو ساندبيرغ على موقع الاتحاد الأوربي (الإنجليزية)
- نواه سونكو ساندبيرغ على موقع اتحاد السويد (السويدية)
- نواه سونكو ساندبيرغ على موقع قاعدة بيانات كرة القدم.إي يو (الإنجليزية)
- نواه سونكو ساندبيرغ على موقع ناشيونال فوتبول تيمز (الإنجليزية)
- نواه سونكو ساندبيرغ على موقع Soccerbase.com (لاعب) (الإنجليزية)
- نواه سونكو ساندبيرغ على موقع Soccerway.com (الإنجليزية)
- نواه سونكو ساندبيرغ على موقع عالم كرة القدم.نت (الإنجليزية)
- نواه سونكو ساندبيرغ على موقع أوليمبيديا (الإنجليزية)
- نواه سونكو ساندبيرغ على موقع اللجنة الأولمبية السويدية (السويدية)